# Millennium Force
Millennium Force est un circuit de giga montagnes russes du parc Cedar Point, situé à Sandusky, Ohio, aux États-Unis, ouvertes le 13 mai 2000. En août de la même année, Steel Dragon 2000 à Nagashima Spa Land a battu plusieurs records détenus ensuite par Millennium Force. Millennium Force a reçu huit fois le Golden Ticket Awards de meilleures montagnes russes en métal. Elle a été construite par la société suisse Intamin.

## Statistiques

### Dimensions physiques
- Angle du lift : 45 degrés
- Angle de la première descente : 85 degrés
- Hauteur de la première bosse : 94 m (310 pieds)
- Hauteur de la deuxième bosse : 52 m (169 pieds)
- Hauteur de la troisième bosse : 55 m (182 pieds)
- Hauteur de la quatrième bosse : 27 m (87 pieds)
- Hauteur de la cinquième bosse : 30 m (100 pieds)
- Hauteur de la sixième bosse : 32 m (105 pieds)
- Hauteur de la septième bosse : 21 m (68 pieds)

### Véhicules
- Neuf wagons de quatre places sur chaque trains, soit 36 passagers par train. Il y a trois trains : un rouge, un bleu et un jaune.

### Records du monde en 2000
Lors de son ouverture en mai 2000, Millennium Force a battu de nombreux records parmi lesquels :
- Premières montagnes russes à avoir un circuit fermé[1] à atteindre 300 pieds soit 91 mètres.
- Plus hautes montagnes russe à circuit fermé avec 94 mètres, soit 310 pieds.
- La plus longue descente pour des montagnes russes à circuit fermé (91 mètres de dénivelé).
- Le parcours de montagnes russes à circuit fermé le plus rapide au monde (150 km/h).
- Le virage le plus incliné au monde sur des montagnes russes sans être une inversion (122°).
- Premières montagnes russes aux États-Unis à utiliser un lift à câble.
- Premières montagnes russes au monde à utiliser des freins magnétiques.
- Le parc ayant le plus d'attractions au monde (68).
- Le parc ayant le plus de montagnes russes au monde (14).
- Le parc ayant le plus de montagnes russes en métal au monde (12).
- Le parc ayant la plus grande longueur cumulée de rails de montagnes russes (44 013 pieds soit environ 14 671 m).
- Le parc ayant le plus de montagnes russes dépassant les 200 pieds soit 61 mètres (2).

## Classements
| Classement | 1 | 1 | 1 | 2 | 1 | 1 | 2 | 2 | 2 | 2 | 1 | 1 | 1 | 1 | 1 | 2 | 2 | 2 | 2 |

| Classement | n/a | 3 | 3 | 3 | 4 | 3 | 6 | 4 | 12 | 10 | 8 |

| Classement | 1 | 1 | 1 | 1 | 1 | 1 | 1 |

## Galerie

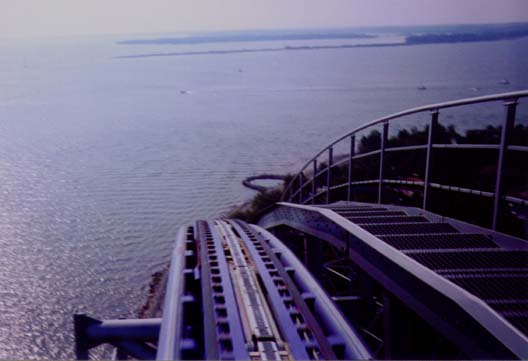
Le haut du lift de Millennium Force, à 94.5 m.
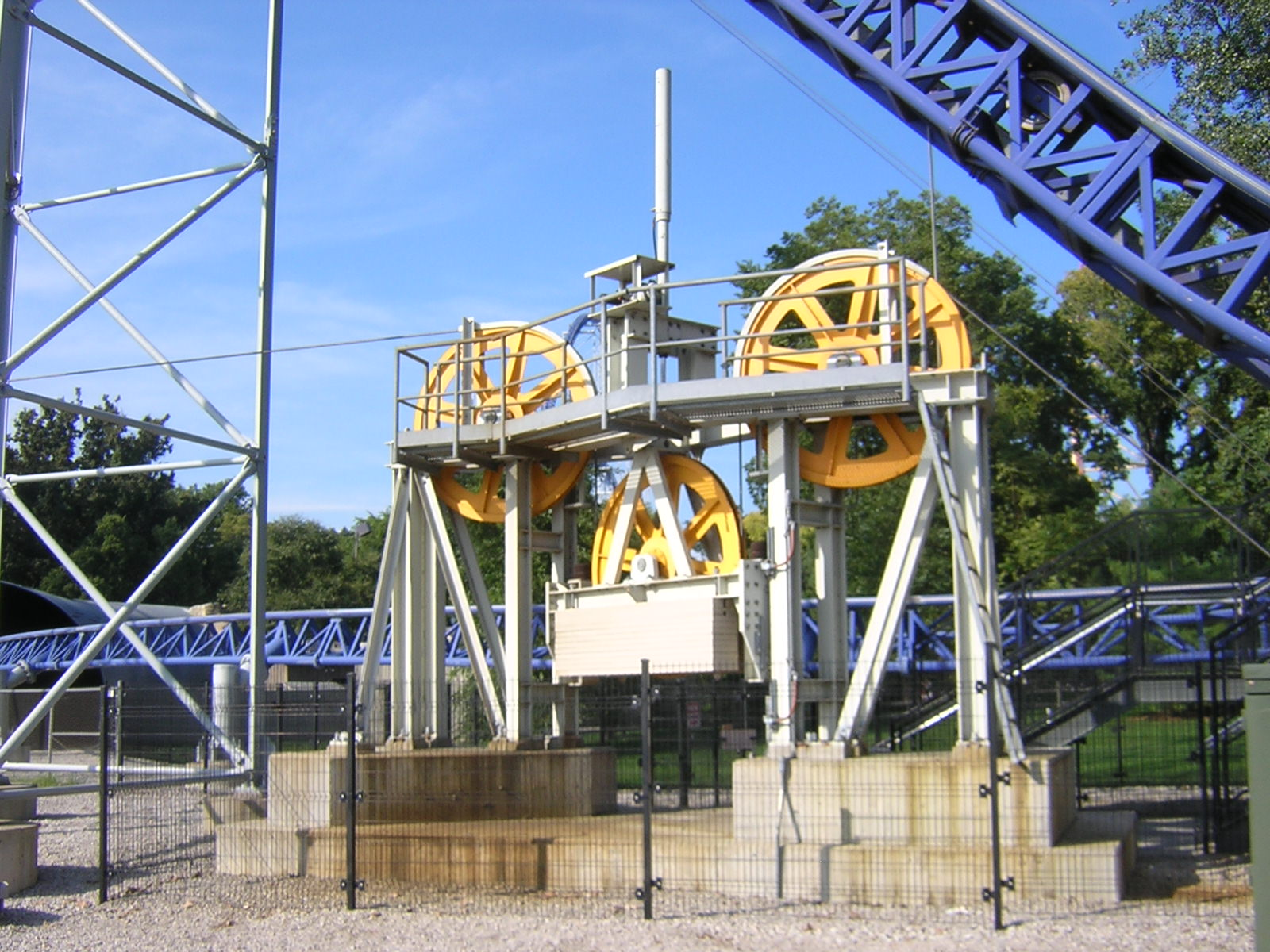
Millennium Force : moteur du lift à câble.
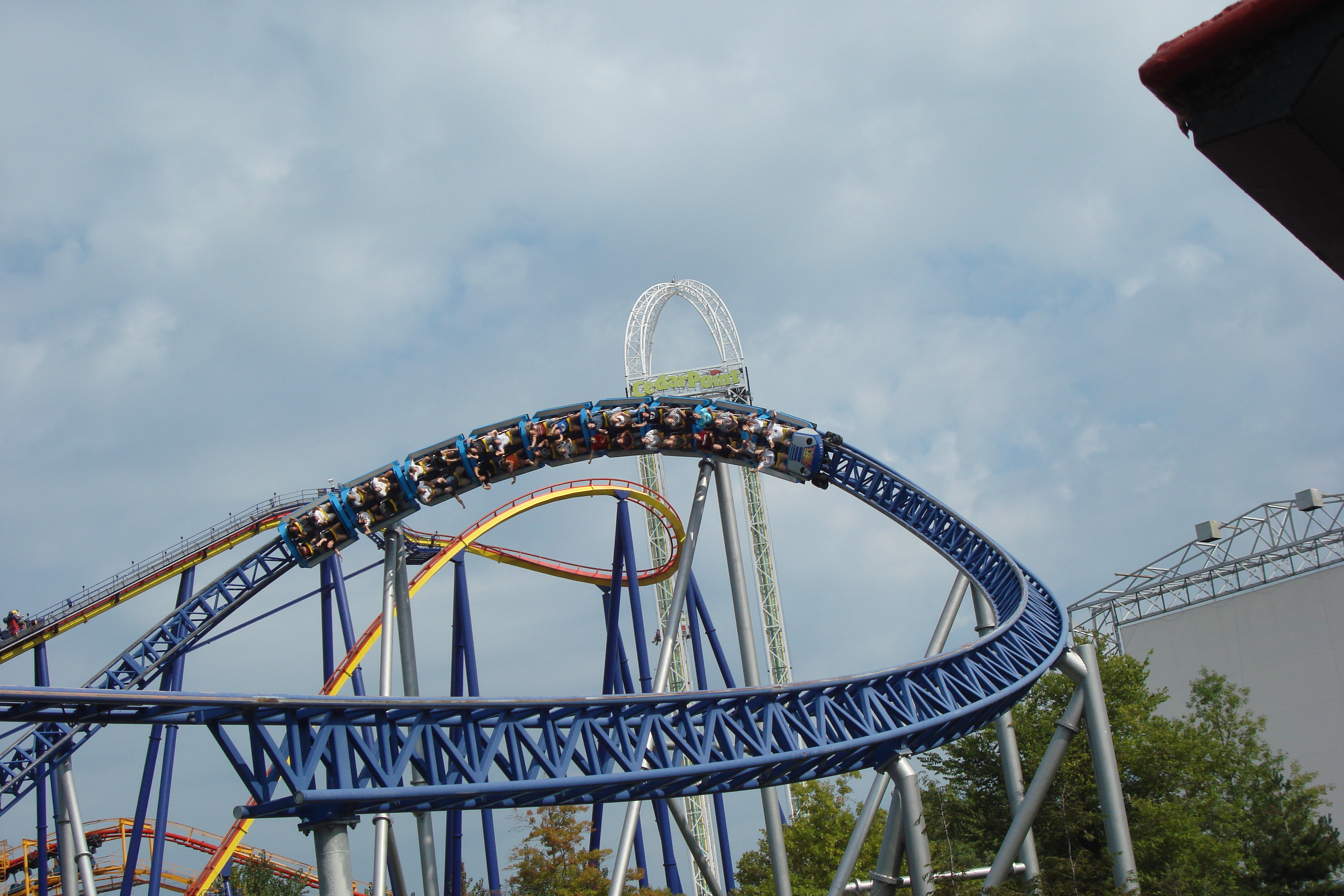
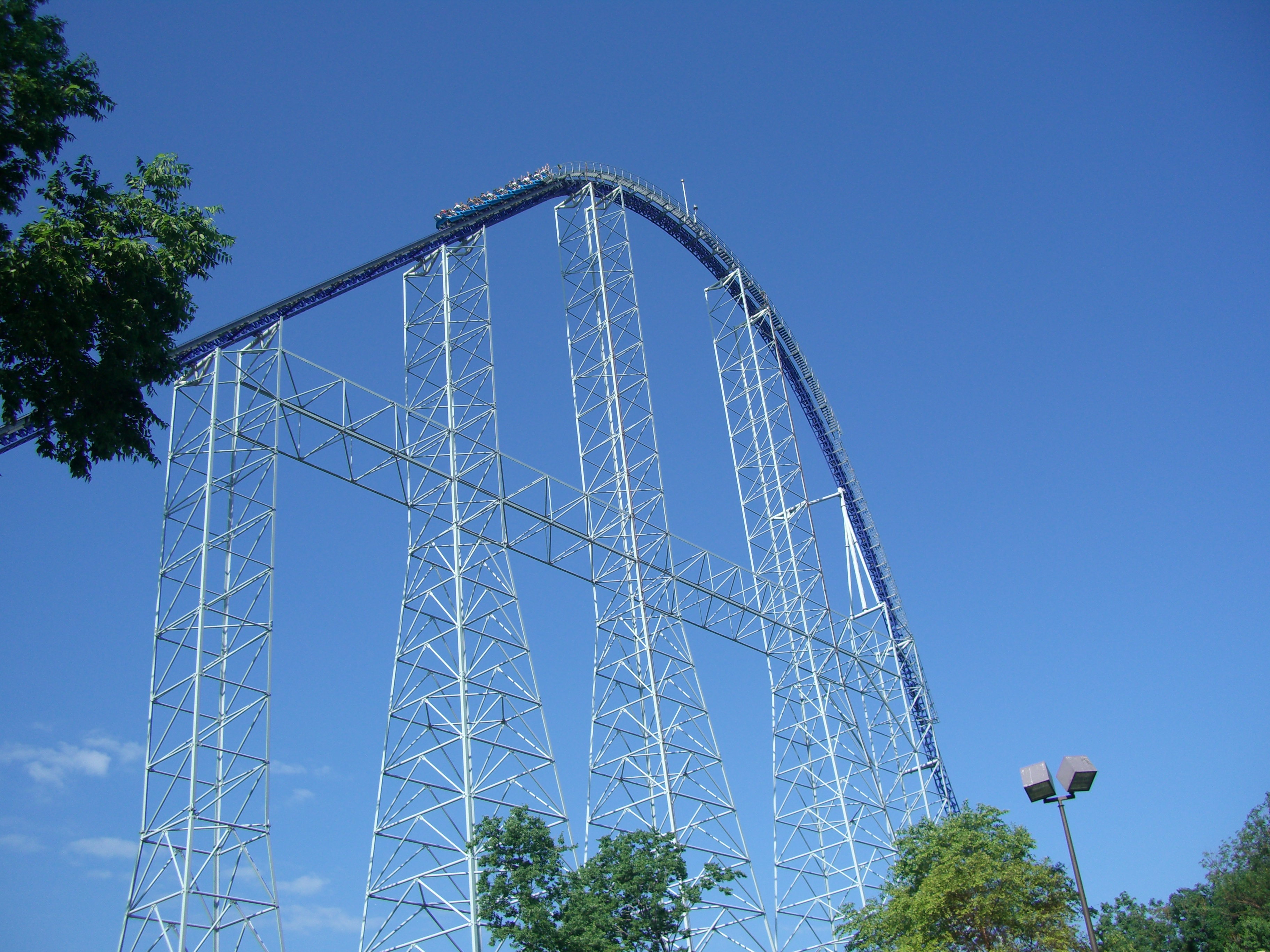
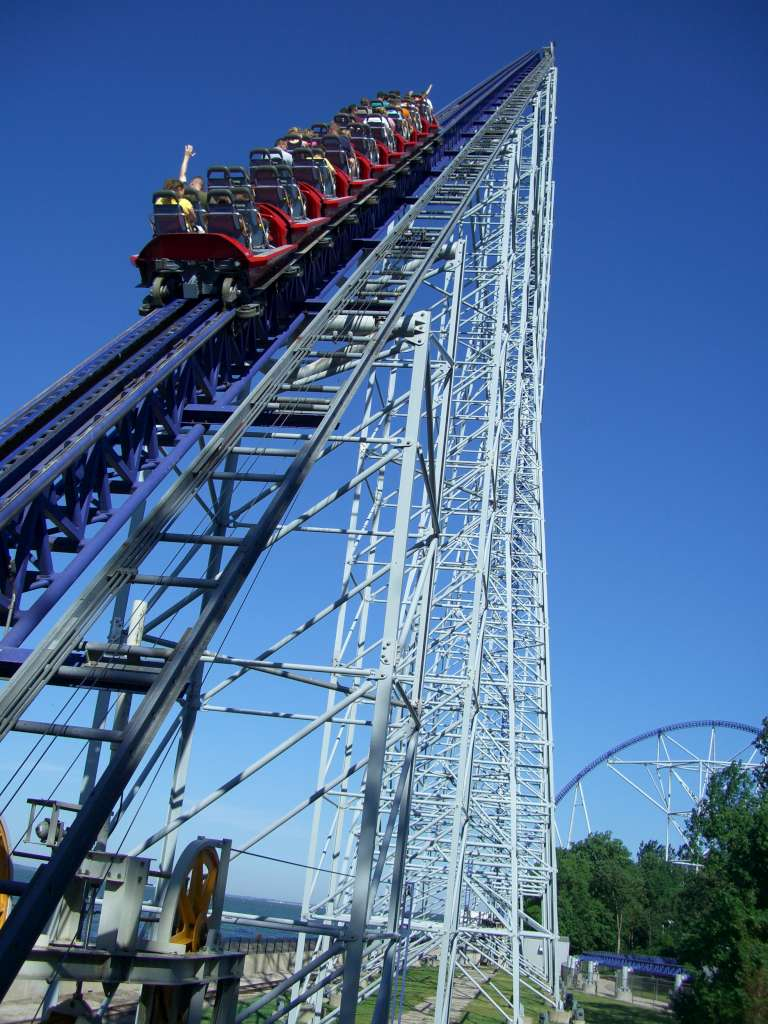
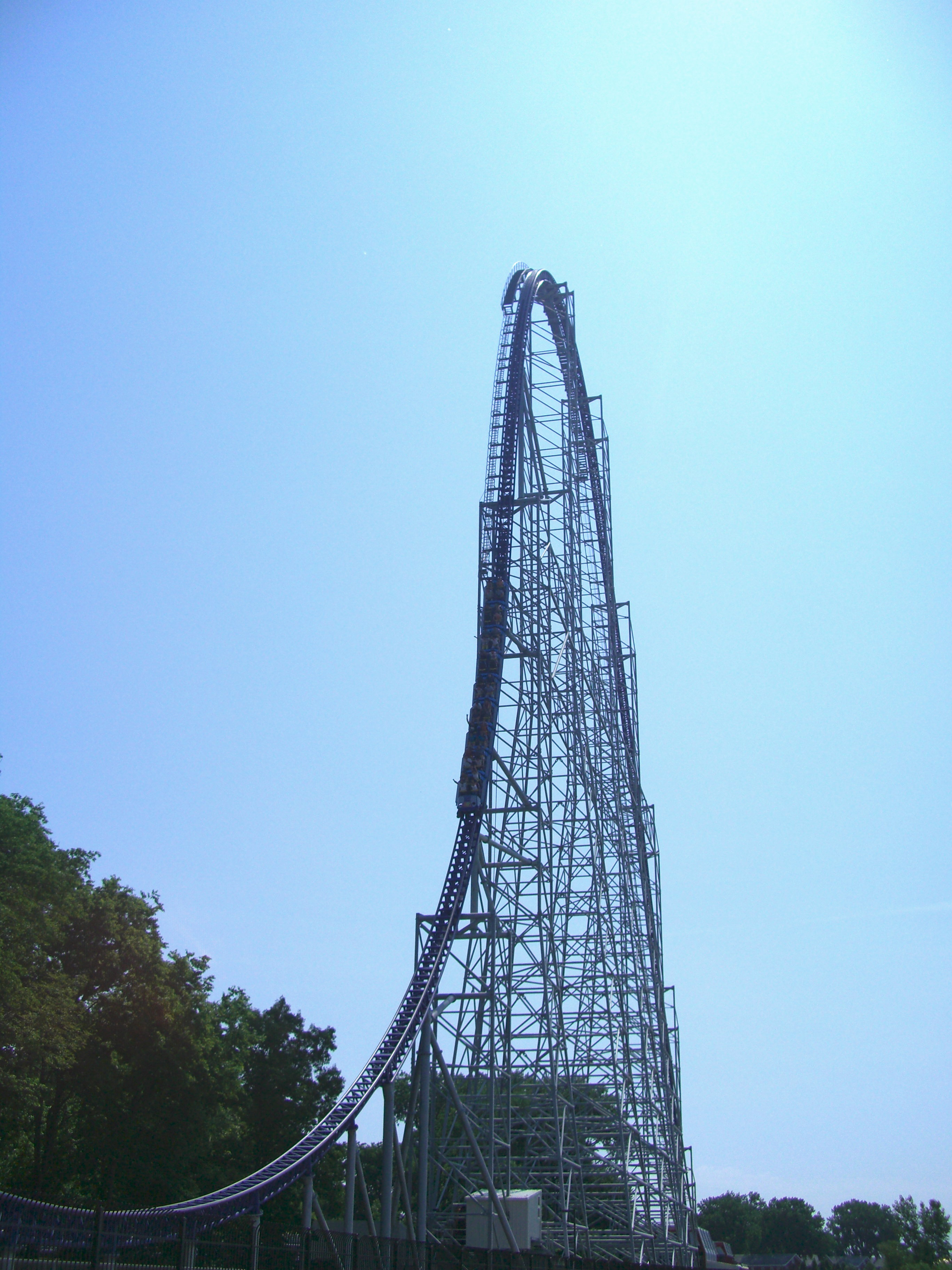
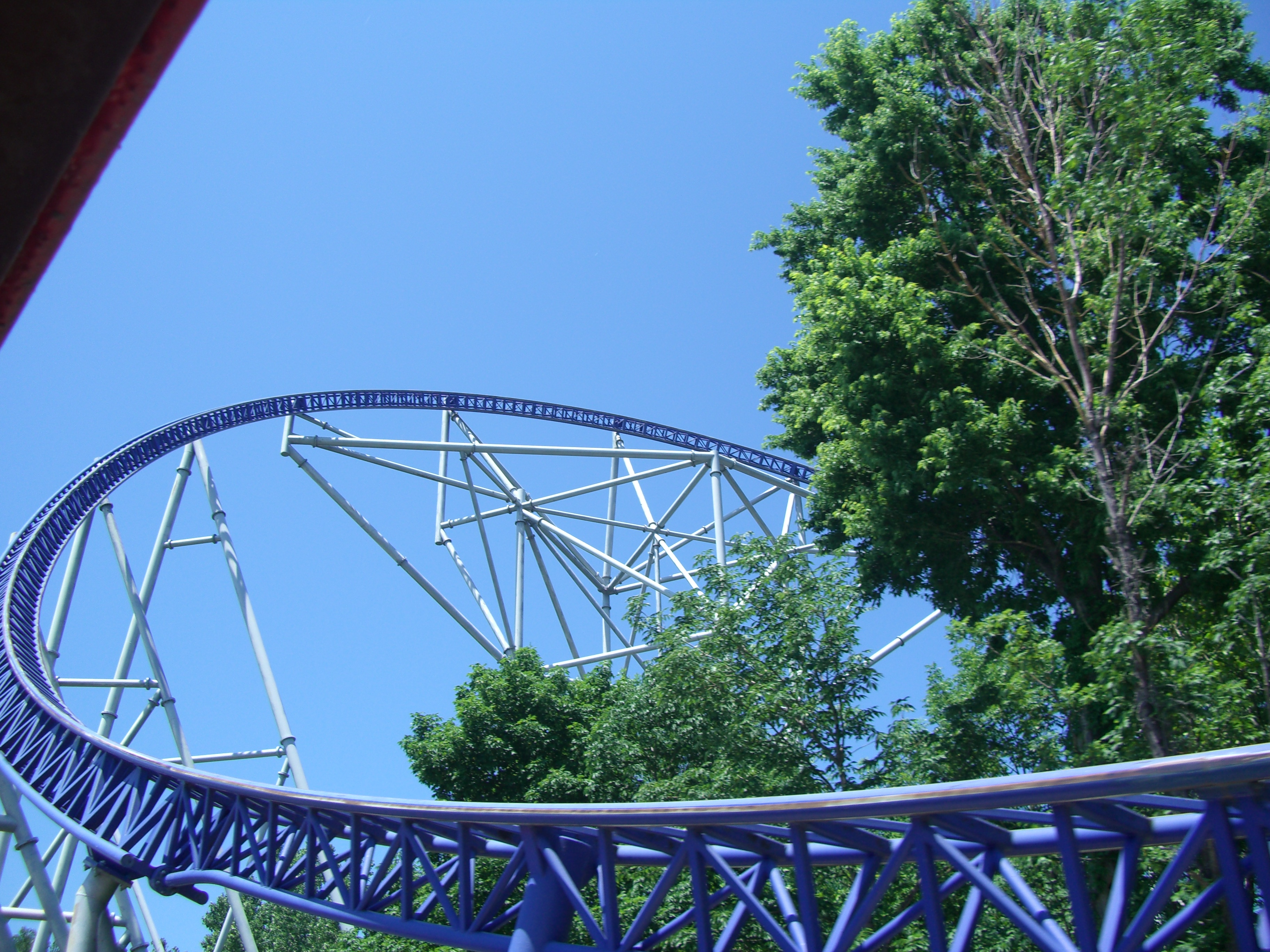
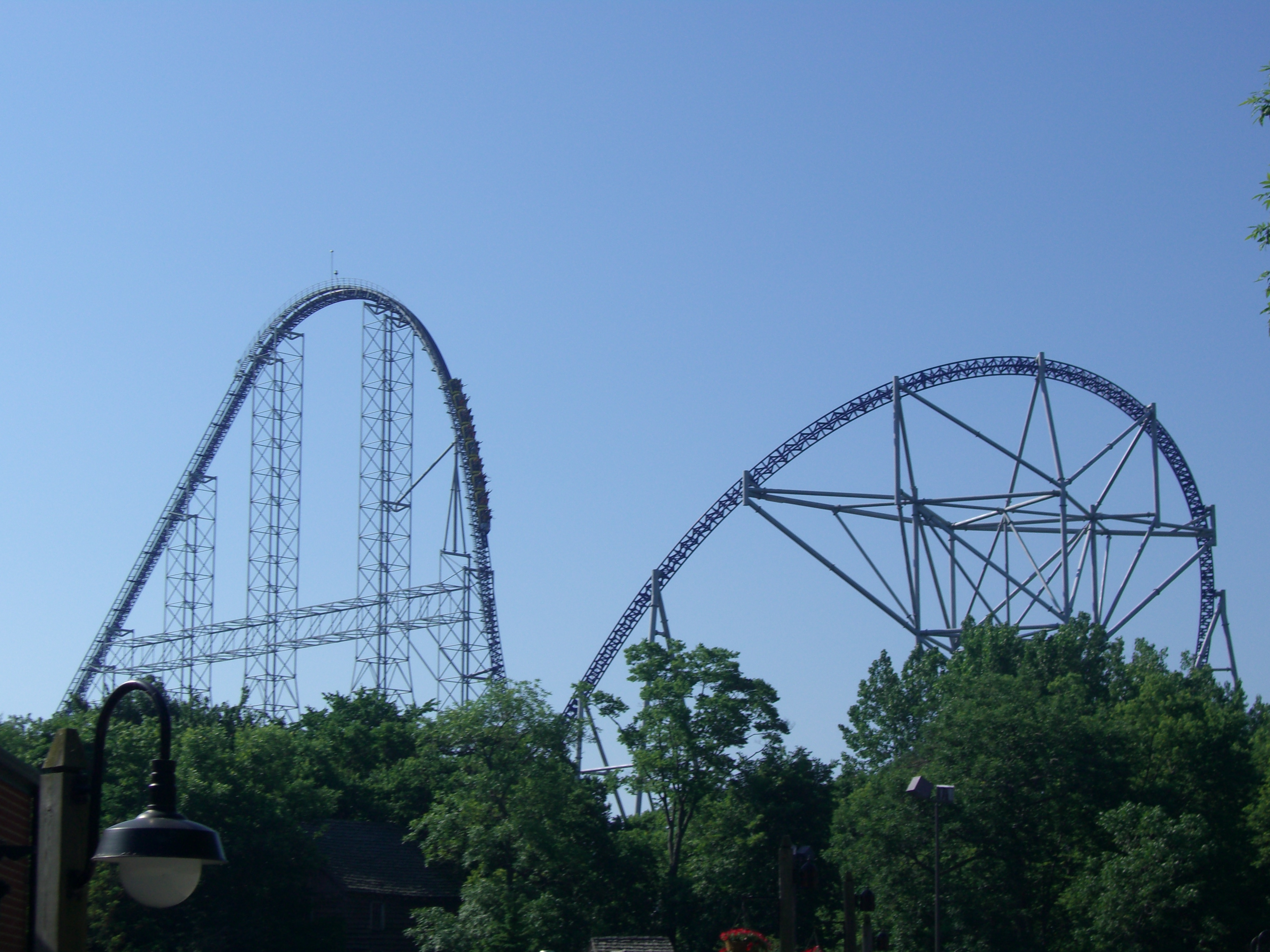
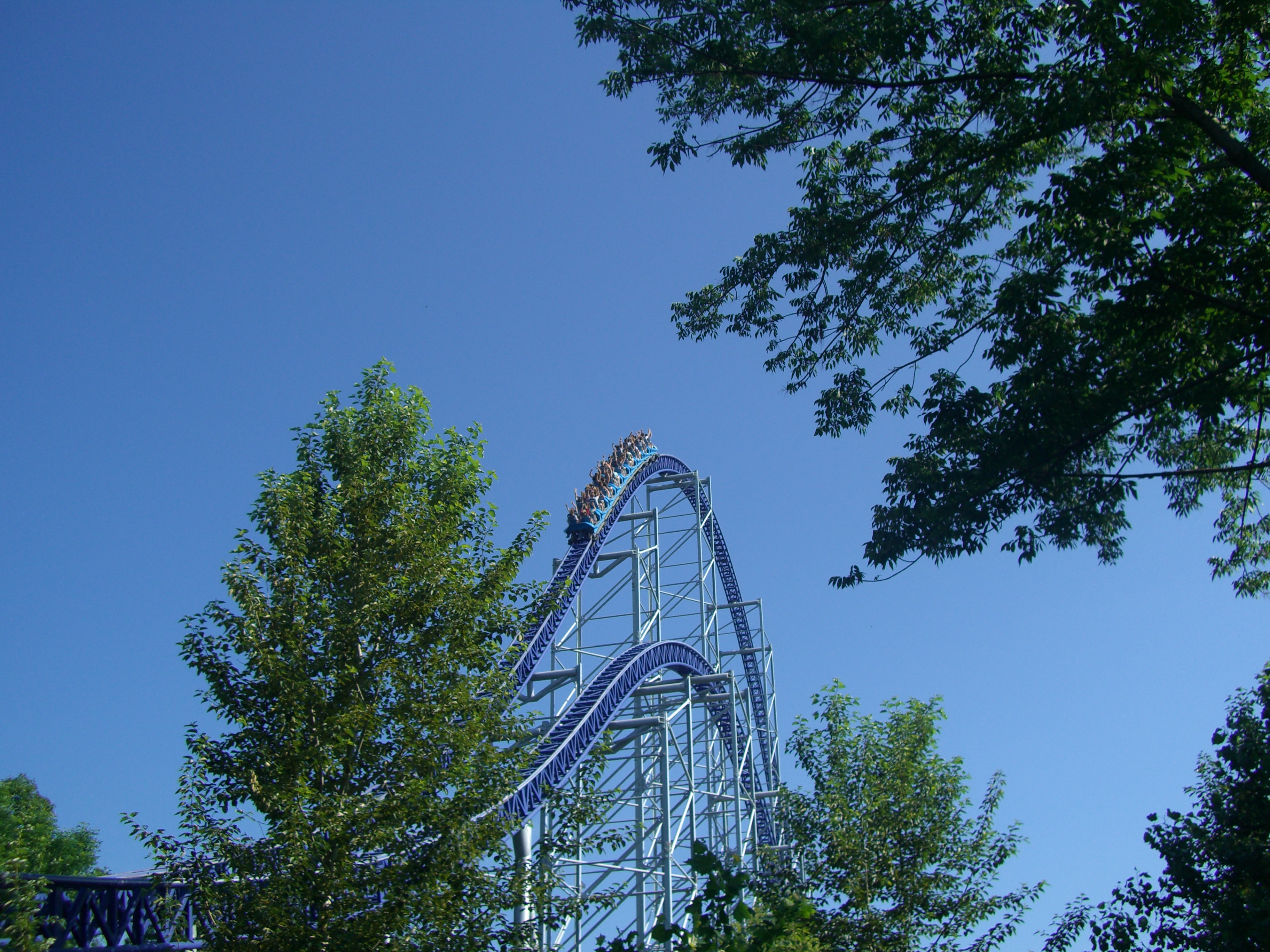
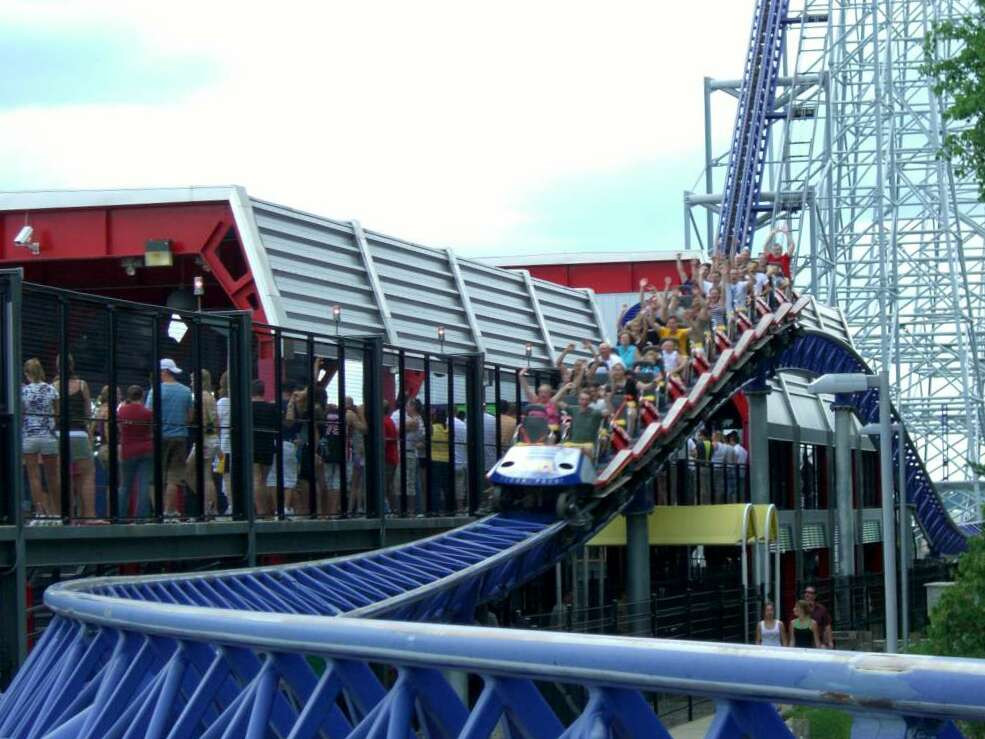